# 馬明宇
馬 明宇（ば めいう、Ma Mingyu、1972年8月10日 - ）は、中国の元サッカー選手。元中国代表。ポジションはミッドフィールダー。

## 来歴
1996年に中国代表デビュー。AFCアジアカップ1996、AFCアジアカップ2000にも出場、2000年大会ではベスト4となった。2002 FIFAワールドカップ・アジア予選では13試合に出場、中国史上初のワールドカップ出場権を獲得した。2002 FIFAワールドカップでは2試合に出場した。中国代表で通算85試合に出場、13得点をあげた。

## 代表歴

### 出場大会
- 中国代表
  - 2002 FIFAワールドカップ

### 試合数
- 国際Aマッチ 85試合 13得点（1996年-2002年）[1]

| 中国代表 | 国際Aマッチ | 国際Aマッチ |
| 年       | 出場        | 得点        |
| -------- | ----------- | ----------- |
| 1996     | 14          | 3           |
| 1997     | 23          | 2           |
| 1998     | 13          | 4           |
| 1999     | 0           | 0           |
| 2000     | 14          | 2           |
| 2001     | 15          | 2           |
| 2002     | 6           | 0           |
| 通算     | 85          | 13          |